# بانامکس

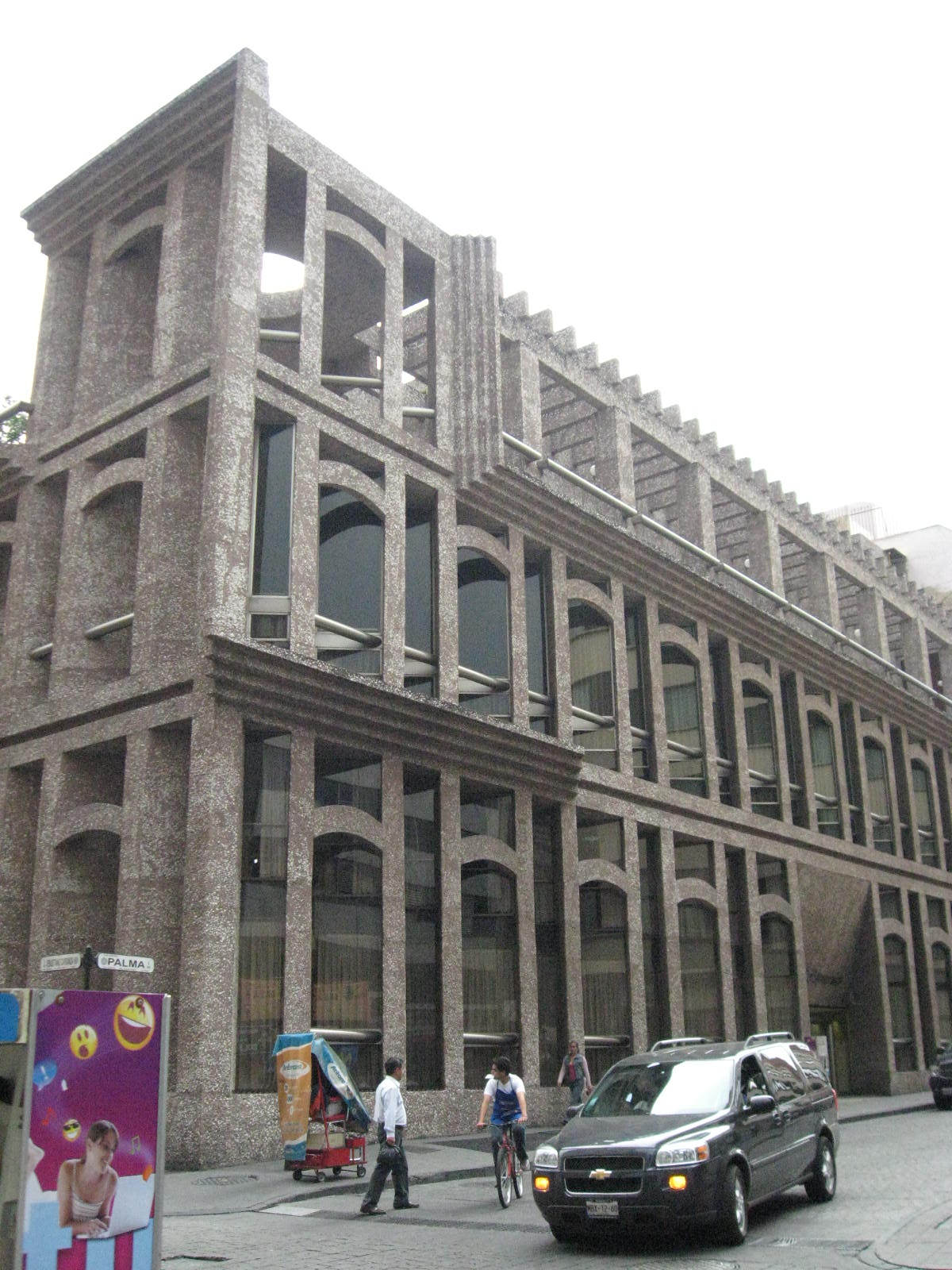
ساختمان مرکزی بانامکس در مکزیکو سیتی

بانامکس (به اسپانیایی: Banamex) مختصر شده بانکو ناسیونال دی مکزیکو؛ شرکت خدمات مالی و بانکداری مکزیکی است، که پس از بی‌بی‌وی‌ای بانکومر، به‌عنوان دومین بانک بزرگ مکزیک شناخته می‌شود.
بانک بانامکس در سال ۱۸۸۲ با ادغام دو بانک بنام‌های بانکو ناسیونال مکزیکانو و بانکو مرکانتیل مکزیکانو راه‌اندازی شد. این بانک در سال ۲۰۰۱ توسط شرکت آمریکایی سیتی‌گروپ به مبلغ ۱۲٫۵ میلیارد دلار خریداری شد و در حال حاضر به‌عنوان شرکت تابعه‌ای از سیتی‌گروپ، به فعالیت خود ادامه می‌دهد. شعبه مرکزی این بانک در شهر مکزیکو سیتی، مکزیک قرار دارد.